# Sicyonia carinata
Sicyonia carinata (Brünnich, 1768), conosciuto comunemente come scorzone, è un crostaceo decapode della famiglia Sicyoniidae.

## Habitat e distribuzione
Reperibile attorno ai 7-10 metri di profondità, nelle pianure di Posidonia oceanica o su fondali sabbiosi, talvolta in prossimità di lagune salmastre.

## Descrizione
Carapace duro, da cui il nome comune. Lunghezza fino a 80 millimetri.

## Comportamento
Di abitudini tipicamente notturne, di giorno è meno frequente.

## Alimentazione
Detritivoro.

## Pesca
Di scarso valore commerciale.